# Sakanoue no Karitamaro
Sakanoue no Karitamaro est un nom japonais traditionnel ; le nom de famille (ou le nom d'école), Sakanoue, précède donc le prénom (ou le nom d'artiste).
Sakanoue no Karitamaro (坂上 苅田麿, 728-14 février 786) est un chef samouraï et plus tard chinjufu-shōgun (commandant en chef de la défense du Nord) durant l'époque de Nara.
Le père de Karitomo est Sakanoue no Inukai.
En 764, Karitamaro prend part à la répression de la révolte de Fujiwara no Nakamaro.
Tamuramaro, le fils de Karitomo, est le premier à porter le titre de seii-tai-shōgun.

## Source de la traduction
- (en) Cet article est partiellement ou en totalité issu de l’article de Wikipédia en anglais intitulé « Sakanoue no Karitamaro » (voir la liste des auteurs).